# جون سي سبنسر
جون كانفيلد سبنسر (بالإنجليزية: John Canfield Spencer) (و. 1788 – 1855 م) هو سياسي، ومحام، وقاضي من الولايات المتحدة الأمريكية ولد في هدسون.
تولى منصب وزير الخزانة الأمريكي في عهد الرئيس جون تايلر. وهو عضو في حزب اليمين.

## روابط خارجية
- جون سي سبنسر على موقع إن إن دي بي (الإنجليزية)